# Beaussais
Beaussais és un antic municipi francès, situat al departament de Deux-Sèvres i a la regió de Aquitània - Llemosí - Poitou-Charentes. L'any 2007 tenia 404 habitants.
L'1 de gener de 2013 es va fusionar amb Vitré i formar el municipi nou Beaussais-Vitré.

## Demografia

### Població
El 2007 la població de fet de Beaussais era de 404 persones. Hi havia 152 famílies de les quals 24 eren unipersonals (8 homes vivint sols i 16 dones vivint soles), 64 parelles sense fills i 64 parelles amb fills.
La població ha evolucionat segons el següent gràfic:
Habitants censats

### Habitatges
El 2007 hi havia 170 habitatges, 152 eren l'habitatge principal de la família, 9 eren segones residències i 9 estaven desocupats. Tots els 169 habitatges eren cases. Dels 152 habitatges principals, 136 estaven ocupats pels seus propietaris, 14 estaven llogats i ocupats pels llogaters i 2 estaven cedits a títol gratuït; 8 tenien dues cambres, 22 en tenien tres, 30 en tenien quatre i 92 en tenien cinc o més. 109 habitatges disposaven pel capbaix d'una plaça de pàrquing. A 50 habitatges hi havia un automòbil i a 92 n'hi havia dos o més.

### Piràmide de població
La piràmide de població per edats i sexe el 2009 era:
| Homes | Edats   | Dones |
| ----- | ------- | ----- |
| 0     | 95 o +  | 0     |
| 0     | 90 a 94 | 0     |
| 8     | 85 a 89 | 4     |
| 8     | 80 a 84 | 0     |
| 8     | 75 a 79 | 12    |
| 8     | 70 a 74 | 16    |
| 12    | 65 a 69 | 8     |
| 0     | 60 a 64 | 0     |
| 4     | 55 a 59 | 12    |
| 16    | 50 a 54 | 16    |
| 24    | 45 a 49 | 20    |
| 8     | 40 a 44 | 4     |
| 8     | 35 a 39 | 12    |
| 8     | 30 a 34 | 4     |
| 12    | 25 a 29 | 4     |
| 32    | 20 a 24 | 8     |
| 20    | 15 a 19 | 8     |
| 24    | 10 a 14 | 16    |
| 0     | 5 a 9   | 0     |
| 0     | 0 a 4   | 8     |

## Economia
El 2007 la població en edat de treballar era de 260 persones, 193 eren actives i 67 eren inactives. De les 193 persones actives 184 estaven ocupades (108 homes i 76 dones) i 9 estaven aturades (1 home i 8 dones). De les 67 persones inactives 24 estaven jubilades, 23 estaven estudiant i 20 estaven classificades com a «altres inactius».

### Ingressos
El 2009 a Beaussais hi havia 163 unitats fiscals que integraven 439,5 persones, la mediana anual d'ingressos fiscals per persona era de 16.796 €.

### Activitats econòmiques
Dels 7 establiments que hi havia el 2007, 1 era d'una empresa de construcció, 2 d'empreses de comerç i reparació d'automòbils, 1 d'una empresa de transport, 1 d'una empresa financera, 1 d'una empresa de serveis i 1 d'una empresa classificada com a «altres activitats de serveis».
Dels 2 establiments de servei als particulars que hi havia el 2009, 1 era una fusteria i 1 perruqueria.
L'any 2000 a Beaussais hi havia 19 explotacions agrícoles que ocupaven un total de 1.196 hectàrees.

## Equipaments sanitaris i escolars
El 2009 hi havia una escola elemental integrada dins d'un grup escolar amb les comunes properes formant una escola dispersa.

## Poblacions més properes
El següent diagrama mostra les poblacions més properes.